# Johannatjärnen
Johannatjärnen är en sjö i Arjeplogs kommun i Lappland och ingår i Skellefteälvens huvudavrinningsområde. Sjön har en area på 0,141 kvadratkilometer och ligger 468,1 meter över havet.

## Delavrinningsområde
Johannatjärnen ingår i det delavrinningsområde (730542-160658) som SMHI kallar för Mynnar i Båtsabäcken. Medelhöjden är 472 meter över havet och ytan är 9,1 kvadratkilometer. Det finns inga avrinningsområden uppströms utan avrinningsområdet är högsta punkten. Vattendraget som avvattnar avrinningsområdet har biflödesordning 3, vilket innebär att vattnet flödar genom totalt 3 vattendrag innan det når havet efter 235 kilometer. Avrinningsområdet består mestadels av skog (86 procent). Avrinningsområdet har 0,14 kvadratkilometer vattenytor vilket ger det en sjöprocent på 1,6 procent.